# Dysprosium(III)-bromid
Dysprosium(III)-bromid ist eine anorganische chemische Verbindung des Dysprosiums aus der Gruppe der Bromide.

## Gewinnung und Darstellung
Dysprosium(III)-bromid kann durch Reaktion von Dysprosium mit Brom gewonnen werden.
{\displaystyle \mathrm {2\ Dy+3\ Br_{2}\longrightarrow 2\ DyBr_{3}} }

## Eigenschaften
Dysprosium(III)-bromid ist ein weißer bis grauer hygroskopischer Feststoff, der löslich in Wasser ist. Er besitzt eine trigonale Kristallstruktur vom Bismut(III)-iodid-Typ mit der Raumgruppe R3 (Raumgruppen-Nr. 148).